# Петропавловка (Седельниковский район)
Петропавловка — деревня в Седельниковском районе Омской области. Входит в состав Рагозинского сельского поселения.

## История
В 1928 г. состояла из 60 хозяйств, основное население — белоруссы. В составе Елизаровского сельсовета Седельниковского района Тарского округа Сибирского края.

## Население
| 1926 | 2010 |
| ---- | ---- |
| 301  | ↘50  |